# Regione amministrativa speciale di Sinŭiju
La regione amministrativa speciale di Sinŭiju (신의주 특별 행정구?, 新義州特別行政區?, Sinŭiju T'ŭkpyŏl HaengjŏngguLR) è una delle suddivisioni amministrative della Corea del Nord, creata nel 2002 da una parte del territorio di Sinŭiju. Situata al confine con la Cina, la sua istituzione è stata il tentativo di creare una condizione di città auto-governata simile ai casi cinesi di Macao e Hong Kong, per lo sviluppo di un'economia di mercato.